# Rivers Cuomo
Rivers Cuomo (em inglês: Rivers Cuomo; romaniz.: [ˈkwoʊmoʊ]; nascido em Nova Iorque, Estados Unidos, em 13 de junho de 1970) é um músico, cantor e compositor norte-americano, mais conhecido por ser vocalista, guitarrista e compositor principal da banda de rock alternativo Weezer. Criado num ashram em Connecticut, mudou-se para Los Angeles aos 19 anos, no qual fez parte de algumas bandas de rock antes de fundar os Weezer em 1992. Juntamente com os Weezer, Cuomo já lançou nove álbuns de estúdio.
Para além de liderar os Weezer, Cuomo também já trabalhou como artista a solo. Em dezembro de 2007, lançou o seu álbum de estreia, Alone: The Home Recordings of Rivers Cuomo, no qual apresentava demos caseiras gravadas entre 1992 e 2007. Ele lançou o seu segundo álbum a solo, Alone II: The Home Recordings of Rivers Cuomo, em novembro de 2008. Alone III: The Pinkerton Years foi lançado em dezembro de 2011.

## Infância e juventude
Cuomo nasceu num hospital de Manhattan, sendo descendente de pais de origem italiana e alemã/inglesa e cresceu num ashram dirigido pelo ancião mestre de yoga Swami Satchidananda em Pomfret, Connecticut, Estados Unidos. A sua mãe, Beverly, escolheu o nome do seu filho, "Rivers", porque este nasceu entre os rios East e Hudson em Manhattan. A sua apreciação pelo som da água corrente reinforçou o seu desejo por este nome. O seu pai, Frank Cuomo, era um músico que tocava bateria no álbum "Odyssey of Iska", do saxofonista de jazz Wayne Shorter.
Durante o início da sua infância Cuomo frequentou uma escola privada numa quinta ashram onde os seus pais criaram ele e seu irmão, Leaves. Os pais de Cuomo mudaram-se para a vizinha Storrs, Connecticut quando o ashram (conhecido por Yogaville) se mudou para um terreno ao longo das Blue Ridge Mountains na Virgínia. Cuomo frequentou a E.O. Smith High School em Storrs, Connecticut com o nome de Peter Kitts, o Santa Monica College, o Berklee College of Music, e a Universidade Harvard, onde se graduou Phi Beta Kappa, com um Bacherelado em Artes, após ter frequentado aulas entre 1995 e 2006. Na escola secundária, Cuomo representou o papel de Johnny Casino na produção em palco de Grease.

## Carreira musical

### Weezer
Depois de uma série de projectos musicais em Los Angeles, Cuomo formou os Weezer em 14 de Fevereiro de 1992, com membros dos Sixty Wrong Sausages, incluindo o baterista Patrick Wilson. A formação original dos Weezer incluía Cuomo como vocalista e guitarrista, Wilson na bateria, Matt Sharp no baixo e Jason Cropper que ao início tocou exclusivamente guitarra acústica. Os Weezer assinaram com a DGC, uma subsidiária da Geffen Records, em 25 de Junho de 1993. Eles começaram com a gravação de Weezer (também conhecido por The Blue Album) em Agosto de 1993 na Electric Lady Studios em Nova Iorque com o produtor Ric Ocasek. "Weezer" era a alcunha de infância de Rivers, dado pelo seu pai quando ele era criança, embora não fosse por ele ter asma.
Ao longo de 2002 Cuomo publicou frequentemente mensagens no fórum dos Weezer como 'Ace' (em português: 'Ás') para discutir música com os fãs. Ele também teve um site chamado 'Catalog of Riffs' ('COR'; em português: 'Catálogo de Acordes') no qual ele partilhava demos antigas de músicas tal como digitalizações de vários items pessoais (cartas, agendas, gravações). Desde 2003 que ele mantém uma página no MySpace na qual publica muitas entradas de blogue incluindo o seu ensaio de admissão original e dois subsequentes ensaios de readmissão a Harvard. Para além disso ele usa o blogue do MySpace como esclarecedor para clarificações, correcções e adendas a entrevistas e reportagens da imprensa sobre ele (que também inclui respostas para falsas afirmações no seu artigo de Wikipédia).
Durante a digressão Foozer no final de 2005 (digressão conjunta dos Foo Fighters e dos Weezer), Cuomo convidou fãs ao palco para tocarem "Undone - The Sweater Song" em guitarra acústica. Depois da actuação, os fãs podiam ficar com as guitarras com que tocaram. Em 2008, coincidindo com o lançamento do sétimo álbum dos Weezer, seu auto-intitulado, The Red Album, os Weezer anunciaram a Hootenanny Tour (em português: Digressão Zé-Ninguém) na qual as estações de rádio faziam audições aos fãs para tocar músicas ao vivo com os Weezer. Este estilo de actuação Zé-Ninguém foi alargada ao videoclipe de "Troublemaker" e à 2008 Troublemaker Tour. Em 25 de Novembro de 2008, Cuomo convidou um pequeno grupo de pessoas para uma sessão festiva na Fingerprints Records em Long Beach, Califórnia. Isto marcou o lançamento de Alone II: The Home Recordings of Rivers Cuomo. Os fãs escolheram as músicas e tocaram os instrumentos enquanto Cuomo cantou.

### Outros projectos

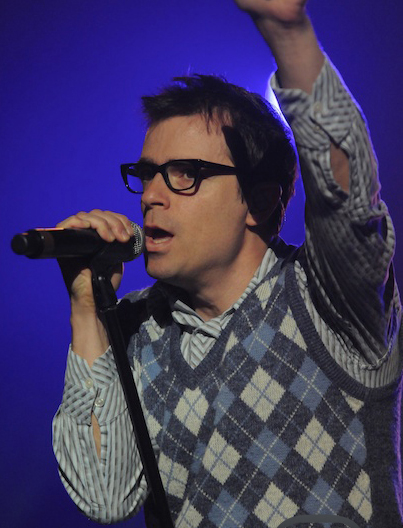
Rivers Cuomo em 2010 no festival Cisco Ottawa Blues

Um dos primeiros projectos musicais de Cuomo foi uma banda de metal progressivo conhecida como Avant Garde. Cuomo tocava sob o pseudónimo de Peter Kitts, já que Kitts era o apelido do seu padrasto. A banda actuou em vários espectáculos em Connecticut. Ele mudou-se com a banda para Los Angeles em Março de 1989. No final de 1989 Avant Garde mudou o seu nome para Zoom, apesar desta se dissolver no final da Primavera de 1990. Antes dos Weezer, Cuomo trabalhou como roadie para os King Size na sua digressão pela Guatemala. Durante um hiato dos Weezer, Cuomo criou um projecto musical denominado de Homie, consistindo naquilo que este chamou de a sua "banda country". Foi planeado um álbum, mas apenas uma música foi gravada, uma canção chamada "American Girls". Cuomo contribuiu para as gravações de outros músicos (Crazy Town, Cold, Mark Ronson). Este também geriu a banda AM Radio em 2002 e 2003.
No início de 2004 fez uma surpresa ao aparecer em palco com Matt Sharp num espectáculo na California State University, em Fullerton, para tocar duas das mais famosas músicas dos Weezer ("Say It Ain't So" e "Undone"), uma demo rara dos Weezer na qual trabalharam juntos ("Mrs. Young") e uma nova música que escreveram juntos, "Time Song". Sharp também anunciou que eles poderiam trabalhar juntos numa gravação colaborativa. Mas mais tarde nesse ano, Sharp anunciou no seu website que estes tinham tido "15 ou 16 novas ideias, algumas boas, outras não tão boas" para o seu álbum, sendo que o "a sua ligação especialmente disfuncional" os impediria que terminar o projecto.
Cuomo é um grande fã das bandas hair metal dos anos 80 e de futebol. Este pode ser visto a jogar no vídeo de "Photograph" e de "Lover in the Snow", tendo mesmo planeado uma digressão denominada "World Cup Tour" em redor dos jogos do Campeonato do Mundo da Coreia-Japão (2002). Em 2006 escreveu uma música intitulada "My Day Is Coming" em tributo da Selecção Americana de Futebol, tendo sido seguida da música de 2010, "Represent", que ele considerou ser um hino oficioso para a equipa americana. Esta última foi lançada como single a 11 de Junho de 2010, um dia antes do jogo de estreia dos Estados Unidos contra a Inglaterra.
Em Março de 2008, Cuomo iniciou uma série de vídeos no YouTube chamada "Let's Write a Sawng". Cuomo escreveu uma música em colaboração com as sugestões dos utilizadores do YouTube. O resultado final foi "Turning Up The Radio", que surge em Death to False Metal. Para além disso, Cuomo surge em alguns vídeos musicais. Estes incluem "Murder" dos Crystal Method, "Cocaine Blues" dos The Warlocks e "Boardwalk", o primeiro single do último álbum dos Sugar Ray, Music for Cougars. Cuomo participa na música "Magic", do álbum de estreia de B.o.B, B.o.B Presents: The Adventures of Bobby Ray, lançado em Abril de 2010. Numa entrevista em Maio desse ano à HitQuarters, o produtor-letrista Lucas Secon confirmou que tinha trabalho com Cuomo num single de Steve Aoki e em "algum material dos Weezer".
Cuomo também colaborou com a cantora japonês Hitomi para o seu primeiro álbum Spirit, tendo mesmo feito um dueto com ela. Cuomo participou na música dos Simple Plan "Can't Keep My Hands Off You" e na música de Miranda Cosgrove, "High Maintenance".

### Scott & Rivers
Em 2013, Cuomo lançou um álbum rock em japonês com Scott Murphy da banda Allister, gravado em 2011, sob o nome Scott & Rivers. O álbum homónimo estreou-se em 1.º lugar na tabela alternativa do iTunes janopês na semana de lançamento. O álbum apenas se encontra fisicamente disponível no Japão, encontrando-se disponível no formato digital em todo o mundo.

## Vida pessoal
Em 18 de Junho de 2006 Cuomo casou-se com Kyoko Ito, a qual conhecia desde Março de 1997. Ele propôs-se a ela em Tóquio pouco antes do Natal de 2005. O casamento realizou-se numa praia isolada em Paradise Cove, Malibu e foi assistida por centenas de pessoas, incluindo os seis membros que passaram pelos Weezer (sendo Mikey Welsh o único a não aparecer), tal como os notáveis Kevin Ridel e Rick Rubin. O casal teve uma filha, Mia, nascida em Maio de 2007, e um filho, Leo, nascido em 2012.
Cuomo nasceu com a sua perna esquerda 44 mm mais curta que a sua perna direita. Depois do sucesso de The Blue Album, Cuomo foi sujeito a uma operação de correcção à condição que tinha. Isto envolveu uma intervenção cirúrgica que levou à quebra de um dos ossos da sua perna, seguida de vários meses de recuperação com um apoio metálico que requereu o "alongamento" da sua perna quatro vezes por dia. Cuomo comparava a situação como uma "crucificação da [sua] perna". Uma radiografia da sua perna faz parte da secção artística do single de "The Good Life", sendo que a experiência o inspirou a escrever a música. Cuomo pode ser visto a usar o apoio metálico num episódio do Late Night with David Letterman, o qual pode ser visto no DVD dos Weezer Video Capture Device.
Em 6 de Dezembro de 2009, Cuomo seguia com a sua família e assistentes no seu autocarro de digressão de Boston para Toronto quando o mesmo se despistou numa estrada gelada de Glen, Nova Iorque. Este teve as suas costelas partidas e uma hemorragia interna. Devido a este acidente, os Weezer cancelaram o resto da sua digressão de 2009, fazendo planos para regressar no ano seguinte. A banda teve o seu regresso aos palcos a 20 de Janeiro de 2010, actuando na Florida State University, em Tallahassee, Flórida.
Cuomo é vegetariano. Ele é também um fã da equipa de futebol britânica Sheffield Wednesday F. C., depois de ter sido levado a um jogo durante a excurssão dos Weezer ao Reino Unido.

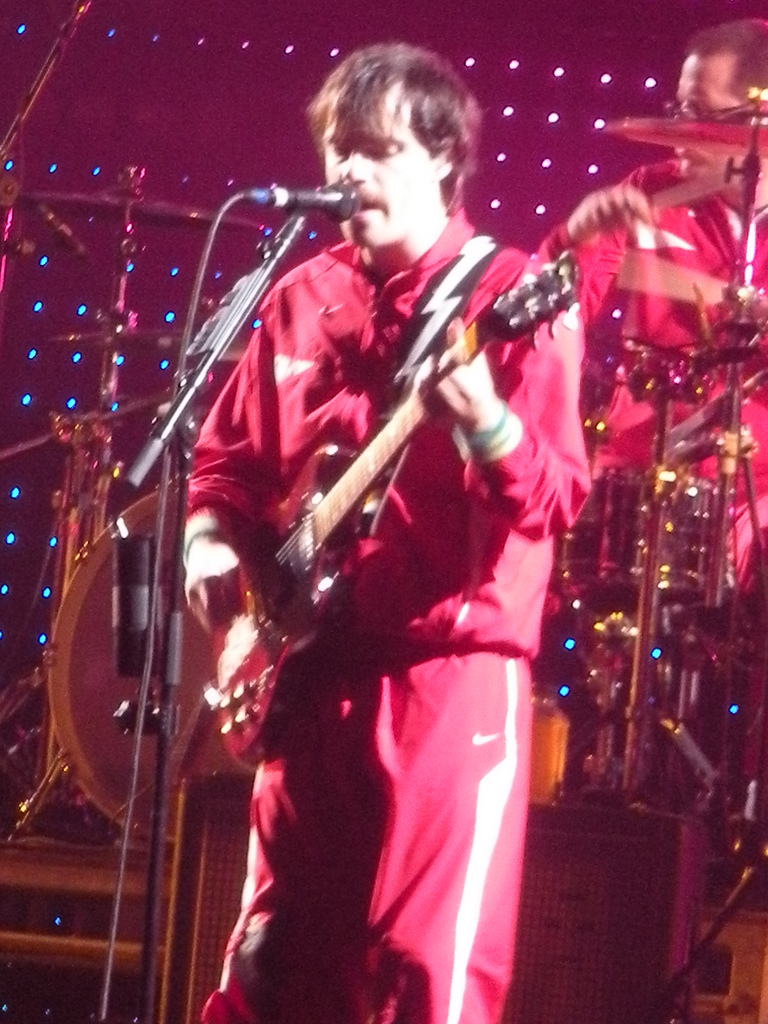
Cuomo em Outubro de 2008, num concerto dos Weezer no Arizona

### Outros interesses
Cuomo pratica a meditação Vipassana e é estudante de S.N. Goenka. Em meados de 2009 também passou a ensinar meditação para crianças tal como S.N. Goenka tinha premeditado. Cuomo recentemente ajudou a adquirir direitos musicais e suporte financeiro para um documentário intitulado The Dhamma Brothers, sobre a instituição da meditação Vipassana num estabelecimento prisional estatal do Alabama.
O seu futebolista preferido é Landon Donovan. Ele apoia a selecção dos E.U.A., os Los Angeles Galaxy e os Sheffield Wednesday. No início de 2008 jogou no Celebrity Soccer Challenge, organizado pela antiga futebolista Mia Hamm e pelo basebolista Nomar Garciaparra, no qual marcou um golo. No seu vídeo para "Lover in the Snow", do primeiro álbum Alone, Cuomo fala da sua relação com este desporto e a paixão incutida pelo pai pelo futebol. Ele também foi uma celebridade apoiante para "Rise & Shine: The Jay DeMerit Story". Em Agosto de 2009, Cuomo também participou no torneio solidário Athletes for Africa 5v5 Charity Soccer Tournament em Toronto, Canadá, ao lado do actor Michael Cera. Durante a actuação dos Weezer no Leeds Festival de 2010, Rivers deslocou-se para a zona lateral do palco e jogou futebol (chutando a bola contra uma baliza e/ou uma parede), no início e final do espectáculo da banda.
Numa entrevista à Rolling Stone em 2001, foi questionado acerca do tipo de personagens que desempenhava em Dungeons & Dragons, tendo respondido que preferia elfos ou meios-elfos da classe de divisão dos combatentes de ladrões.

### Imagem
Algumas das imagens de marca de Cuomo incluem os seus óculos de tartagura (horn-rimmed glasses) e o sua cinta de guitarra com um relâmpago. Ele também teve um corte de cabelo "à tigela", como pode ser visto de forma notória no videoclipe de "Undone – The Sweater Song". Outras tendências de moda notáveis incluem o uso de coletes desde o início de 2001, a sua barba rija de meados de 2002 (visível no vídeo de "Dope Nose") e o uso de fatos no verão de 2002 (visível no vídeo de "Keep Fishin'"). Cuomo também foi visto a usar bigode durante 2008, na altura do lançamento de The Red Album (visível na capa do álbum) e dos singles "Pork and Beans" e "Troublemaker". Cuomo afirmou que deixou crescer o bigode em honra da sua filha, já que era o que o seu pai tinha na altura em que este nasceu. Durante o hiato dos Weezer entre os álbuns Pinkerton e The Green Album, Cuomo usou aparelho nos seus dentes. Estes foram removidos de forma evidente antes do lançamento do The Green Album.

## Influências

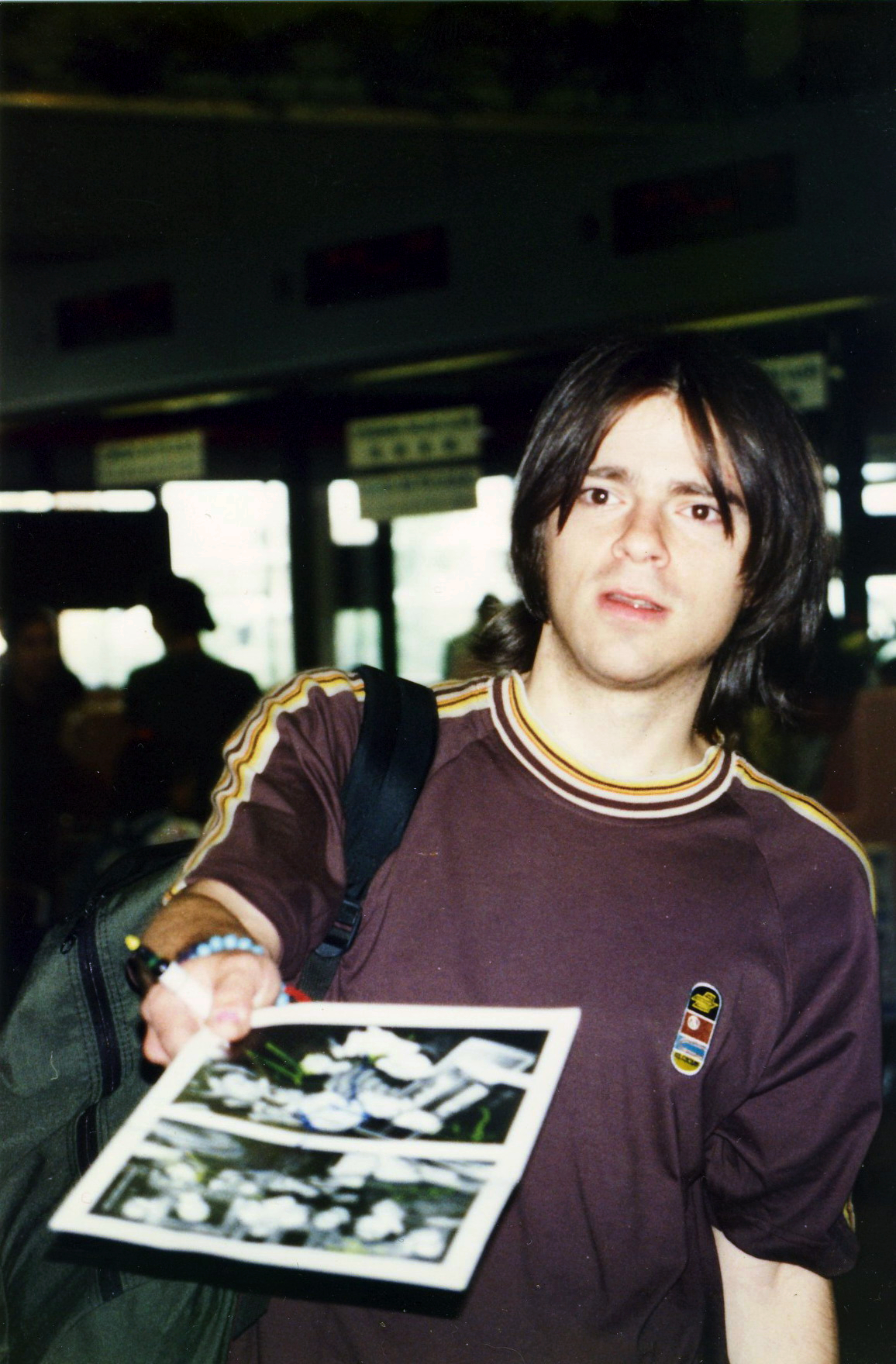
Cuomo em 1997, na Tailândia

Cuomo tem referido uma vasta variedade de influências musicais ao longo dos anos, de artistas tão diversos como os Beatles, Kiss, Nirvana, Giacomo Puccini, Lou Barlow, Pixies, Stevie Ray Vaughan e Sonic Youth. Ele também refere que o trabalho de Brian Wilson e os Beach Boys, particularmente o álbum Pet Sounds, inspirou uma abordagem mais melódica que teve na composição no início dos anos 90. Cuomo tomou o lugar de estudante da música rock e pop no final dos anos 90, com a criação de "A Enciclopédia da Pop" para ele mesmo, uma capa que descrevia a mecânica das músicas pop e rock, contando com músicas dos Nirvana, Green Day e Oasis.
Ele quase nunca diz palavrões nas suas músicas e frequentemente usa eufemismos como "bee-yotch" em vez de "bitch" (à excepção de "Butterfly" e "The Good Life", de Pinkerton). Ele atribui este facto aos Beach Boys, dizendo que,
| “ | (os) Weezer surgiram numa altura em que os Jane's Addiction lançaram Nothing's Shocking — todos tentavam ser controversos. Nós olhámos para os dias pré-droga no rock & roll — para as imagens limpas dos Beach Boys — isso sentiu-se, ironicamente, rebelde. | ” |

A palavra "fucking" surge em "Can't Stop Partying" de Raditude, apesar de ser usada pelo rapper convidado Lil Wayne, não por Cuomo. Ele também usa a palavra "Goddamn" na primeira parte de "The Sweater Song", na terceira parte de "Across the Sea", no início de "El Scorcho" e na transição em "Falling for You".
Ele tem sido conhecido por recorrer à experimentação para se inspirar para a escrita como, por exemplo, jejuar durante um dia para depois escrever uma música, como fez com "Hold Me". Cuomo tem familiaridade com um largo conjunto de instrumentos: para além da guitarra, ele é também habilidoso ao piano, ao baixo (ele frequentemente gravou demos usando o baixo, como é o caso dos demos gravados no Fort Apache Studios em 1995 para Pinkerton, também podendo ser visto a tocar baixo no DVD dos Weezer Video Capture Device). Cuomo também toca clarinete (como se pode ouvir em "Longtime Sunshine" de Alone e de SFTBH e em "Clarinet Waltz"), bateria (como se ouve em Alone, em concertos durante "Photograph", duas músicas do The Red Album e algumas faixas de Hurley), trompete (como se ouve em "Victory on the Hill" de Alone II) e harmónica.

## Discografia

### Com os Weezer
- Weezer (The Blue Album) (1994)
- Pinkerton (1996)
- Weezer (The Green Album) (2001)
- Maladroit (2002)
- Make Believe (2005)
- Weezer (The Red Album) (2008)
- Raditude (2009)
- Hurley (2010)
- Death to False Metal (2010)
- Everything Will Be Alright in the End (2014)
- Weezer (The White Album) (2016)
- Pacific Daydream (2017)
- Weezer (Teal Album) (2019)
- Weezer (Black Album) (2019)
- OK Human (2021)
- Van Weezer (2021)

### A solo
- Alone: The Home Recordings of Rivers Cuomo (2007)
- Alone II: The Home Recordings of Rivers Cuomo (2008)
- Not Alone: Rivers Cuomo & Friends Live at Fingerprints (2009)
- Alone III: The Pinkerton Years (2011)
- Alone XI: The EWBAITE Years (2020)

### Colaborações
- Homie - "American Girls", para banda sonora do filme Meet the Deedles (1998)
- The Rentals - "My Head is in the Sun", com Matt Sharp, para o álbum Seven More Minutes (1999)
- Crazy Town - "Hurt You So Bad", para o álbum Darkhorse (2002)
- Cold - "Stupid Girl", para o álbum Year of the Spider (2003)
- Mark Ronson - "I Suck", para o álbum Here Comes the Fuzz (2003)
- The Relationship - "Hand to Hold", com Brian Bell, versão remisturada da primeira demo de Make Believe (2007)
- B.o.B - "Magic", single do álbum B.o.B Presents: The Adventures of Bobby Ray (2010)
- Simple Plan - "Can't Keep My Hands Off You", single do álbum Get Your Heart On! (2011)
- Miranda Cosgrove - "High Maintenance", para o álbum High Maintenance (2011)
- Steve Aoki - "Earthquakey People", single do álbum Wonderland (2011)
- hitomi - "Rollin' wit da Homies", para o álbum Spirit (álbum de hitomi) (2011)